# Milichiella spinthera
Milichiella spinthera är en tvåvingeart som beskrevs av Friedrich Georg Hendel 1913. Milichiella spinthera ingår i släktet Milichiella och familjen sprickflugor.
Artens utbredningsområde är Taiwan. Inga underarter finns listade i Catalogue of Life.